# Franz von Schilcher
Franz Sales Emanuel Karl von Schilcher (* 25. Dezember 1836 in Altötting; † 4. Februar 1931 in München) war ein deutscher Jurist, bayrischer Staatsbeamter, Bergsteiger und Fachautor sowie Mitbegründer der Sektionen München und Traunstein des Deutschen Alpenvereins (DAV).

## Leben
Franz von Schilcher war der Sohn von Max August von Schilcher – zu dieser Zeit Landrichter in Altötting – und seiner Ehefrau Walburga (Wally), geborene Lackner. Anlässlich der Berufung des Vaters 1838 zum Kabinettsekretär König Ludwigs I. von Bayern zog die Familie in die Landeshauptstadt um. 1854 legte Schilcher am Münchner Maximiliansgymnasium das Absolutorium (Abitur) ab, unter anderem mit Maximilian Beilhack und Karl August von Heigel. Anschließend studierte er Rechtswissenschaften an der Ludwig-Maximilians-Universität in München und trat danach in den bayerischen Staatsdienst ein. Zunächst Appellationsgerichtsakzessist in München wurde er 1869 zum Assessor in Traunstein ernannt. Es folgte 1876 die Ernennung zum Bezirksgerichtsrat, 1879 zum Landgerichtsrat, später zum Oberlandgerichtsrat in München. Als letzterer trat er 1902 in den Ruhestand.
Schilcher war ein begeisterter Bergsteiger und Kenner vor allem der Berchtesgadener Alpen. Mit Johann Punz und J. Schöttl gelang ihm 1885 die Erstbesteigung des Kleinen Palfelhorns. 1869 war er Mitbegründer der Münchner Sektion des Alpenvereins und zeitweise dessen Schriftführer. Mit Ferdinand Freiherr von Miller und Hermann Dingler wurde er schließlich zum Ehrenmitglied ernannt. Ebenfalls 1869 war er mit dem Apotheker Joseph Pauer Initiator der Gründung der Sektion Traunstein des Verbandes und dessen 1. Vorsitzender. Auch die Errichtung des Watzmannhauses (1887) und der Höllentalangerhütte im Wettersteingebirge (1894) gehen auf seine Anregungen zurück. Zudem war er Mitglied des 1891 gegründeten Allgemeinen Deutschen Verbandes (ADV).
Am 28. Oktober 1883 heiratete Schilcher in München Luitgard Schmid. Kinder dieser Ehe waren der Sohn Max Ludwig Franz Karl (* 24. November 1884 in München) sowie die Töchter Bertha Maria Walburga Anna Margaretha (* 21. Juli 1886 in Wemding) und Mathilde Maria Luise (* 16. Mai 1890 in Roßhaupten; verheiratet 1920 mit dem Kunstmaler Bruno Goldschmitt). Die Familie gehörte unter anderem zum Freundeskreis des Malers Wilhelm Marc.

## Schriften (Auswahl)
- Über die Zugspitze. I. Abstieg zum Eibsee. Von Assessor Franz von Schilcher, in: Th. Trautwein (Hrsg.): Zeitschrift des Deutschen und des Österreichischen Alpenvereines, IV. Band. J. Lindauer, München 1873, S. 153–168.
- Über die Adamello-Presanella-Gruppe und die Besteigung des Corno bianco und des Adamello, ebda., V. Band, 1874, S. 91–117.
- Über die Brentakette, die Bocca di Brenta und eine Besteigung der Brenta alta, ebda., VI. Band, 1875, S. 102 ff.
- Über die Ersteigung der Pressanella, ebda., Band VII, 1876, S. 97 ff.
- Aus der Berchtesgadener Gruppe: I. Ersteigung des Hochkalter. 2. Ersteigung des Kleinen Watzmann. 3. Ersteigung der Hochspitze des Watzmann und der Schönfeldspitze, ebda., Bd. IX, 1878, S. 179ff.
- Aus der Berchtesgadener Gruppe. IV. Hochkalter vom Blaueis aus. V. Großes Mühlsturzhorn und Wagendrischlhorn, ebda., Bd. XI,1880, S. 443ff.
- Uebergossene Alpe und Hochkönig im Ewigschnee-Gebirge, ebda., Bd. XIV, 1884, S. 466ff.